# Langtang nationalpark
Langtang nationalpark ligger i nordöstra Nepal vid gränsen mot Kina.
Parken som inrättades 1976 kännetecknas av alpin ödemark, bergsskogar, isformationer och floder. Här ligger även sjön Gosaikunda som är helig inom hinduism. Växtligheten domineras av buskar som tillhör ensläktet (Juniperus) och rododendronsläktet samt av himalajatall (Pinus wallichiana) och växter som bildar en kudde på marken.
Bland däggdjuren som lever i parken kan nämnas kattbjörn, myskhjortar, muntjaker, himalayaserov, goraler, leopard, snöleopard, kragbjörn, pipharar, asiatisk vildhund och gulstrupig mård.
Även fågelfaunan är varierande med bland annat himalayasnöhöna, skäggdopping, kricka, stripgås, himalayamonal, blodfasan och sothöna.